# Henrique Soares da Costa
Dom Henrique Soares da Costa (Penedo, 11 de abril de 1963 — Recife, 18 de julho de 2020) foi um bispo católico brasileiro, terceiro bispo da Diocese de Palmares.

## Biografia
Filho de Lourival Nunes da Costa e Maria Francisca Tereza Soares da Costa. Cursou os estudos primários na cidade de Junqueiro e também em Maceió. Em 1981 ingressou no Seminário de Maceió e, em 1984 concluiu o bacharelado em Filosofia pela Universidade Federal de Alagoas. No período de 1985 a 1989 foi noviço no Mosteiro de São Bento, na cidade do Rio de Janeiro, e no mosteiro trapista de Nossa Senhora do Novo Mundo.
Regressou para o Seminário de Maceió, em 1990 onde iniciou a faculdade de Teologia. No ano seguinte, foi para Roma e concluiu a Teologia na Pontifícia Universidade Gregoriana, com mestrado em Teologia Dogmática.
Foi ordenado sacerdote em 15 de agosto de 1992. Como sacerdote, foi reitor da Igreja Nossa Senhora do Livramento, em Maceió. De 1994 a 2009 foi professor de teologia no Seminário Provincial de Maceió e no Curso de Teologia do Centro de Estudos Superiores de Maceió; também foi professor no Instituto Franciscano de Teologia, na cidade de Olinda, e no Instituto Sedes Sapientiae, em Recife.
Foi membro do Conselho Presbiteral da Arquidiocese de Maceió, do Cabido Metropolitano e do Colégio de Consultores; ainda foi Vigário Episcopal para os leigos e coordenador da Comissão de Formação Política e responsável pelos diáconos permanentes e pela escola diaconal arquidiocesana.
Em 1 de abril de 2009, foi nomeado pelo Papa Bento XVI como Bispo-Auxiliar da Arquidiocese de Aracaju com a sede titular de Acufida. Foi ordenado bispo no dia 19 de junho de 2009, por Dom Antônio Muniz Fernandes, Arcebispo de Maceió.
No dia 19 de março de 2014, o Papa Francisco o nomeou bispo da Diocese de Palmares. Tomou posse na Catedral Diocesana de Nossa Senhora da Conceição dos Montes, em junho de 2014, contando com a presença de vários bispos, padres, diáconos, seminaristas, religiosos e os leigos e leigas.

## Morte
No dia 4 de julho de 2020, foi internado no Hospital Memorial São José, em Recife, com quadro grave de problema respiratório, vítima da COVID-19. Posteriormente, no dia 18 de julho de 2020, morreu aos 57 anos de idade, vítima de complicações com a doença. O seu corpo, de acordo com as informações da Diocese, foi levado à cidade onde ele estava cumprindo seu episcopado, Palmares.
Um dia após o falecimento, o prefeito de Maceió, Rui Palmeira, prestou condolências à família e decretou luto oficial em memória ao bispo, que ocorreu do dia 20 a 23 de julho de 2020. A Diocese de Palmares realizou uma missa exequial às 10 horas do dia 19 de julho, que devido à COVID-19, só teve a participação de bispos, sacerdotes, diáconos e a família de Dom Henrique. O seu corpo foi sepultado na Catedral Diocesana de Nossa Senhora da Conceição dos Montes. Após a sua morte muitos fiéis anseiam pela abertura de um processo de beatificação em seu nome.